# Cratere Neeltje
Neeltje  è un cratere sulla superficie di Venere.